# Falls Church
Falls Church è una città indipendente dalle contee (independent city) degli Stati Uniti d'America nello Stato della Virginia. La popolazione era di 12.332 persone nel 2010, rispetto alle 10.377 del 2000. Deve il suo nome a The Falls Church, la propria parrocchia anglicana del diciottesimo secolo.
Ha ottenuto lo status di città nella Contea di Fairfax nel 1875. Nel 1948, viene incorporata come Città di Falls Church e diventa indipendente. I confini corporativi della città non comprendono tutta l'area precedentemente nota come Falls Church; vengono esclusi i Seven Corners e altre porzioni del distretto postale della contea, insieme all'area della Contea di Arlington conosciuta come East Falls Church, che fece parte della città dal 1875 al 1936. A fini statistici, il US Department of Commerce's Bureau of Economic Analysis unisce la città di Falls Church con la Contea di Fairfax e Fairfax.
È la sede dell'azienda multinazionale CSC (Computer Sciences Corporation), operante nel settore IT.

## Geografia fisica
Secondo il United States Census Bureau, la città ha un'area totale di 2,2 miglia quadre (5,7 km²). Il centro è all'incrocio tra la Virginia State Route 7 (W. Broad St./Leesburg Pike) e la U.S. Route 29 (Washington St./Lee Highway).
Il bacino Tripps Run prosciuga due terzi di Fall Church, mentre il Four Mile Run si occupa dell'altro terzo. Il Four Mile Run scorre alla base della Minor's Hill, a nord di Falls Church, e della Upton's Hill, a est.
Falls Church è la città indipendente con l'area più piccola della Virginia. Poiché le città indipendenti della Virginia sono considerate la pari delle contee, è anche la contea statunitense con l'area più piccola.

## Economia
Nel 2011, Falls Church fu nominata "città più ricca degli Stati Uniti", con un reddito medio a famiglia di $113.313.